# محمد اللهیاری فومنی
محمّد اللّهیاری فومنی (زاده ۱۳۵۸)، سیاستمدار و مدیر ایرانی حوزه فرهنگ و هنر و مدیرعامل کنونی بنیاد فرهنگی هنری رودکی است.

### انتصاب در جوانی
او در سی سالگی از سوی سید محمد حسینی، وزیر وقت فرهنگ و ارشاد اسلامی، به عنوان مدیرکل اداره کتاب و کتابخوانی این وزارت منصوب شدو پس از آن همواره از مدیران ستادی وزارت فرهنگ و ارشاد اسلامی بوده است.

### مدیریت همزمان دو نهاد در وزارت فرهنگ
محمد اللهیاری در ۳۰ اردیبهشت ۱۳۹۸ در پی استعفای علی ترابی، با حکم سید عباس صالحی وزیر فرهنگ دولت دوازدهم، به عنوان مدیرکل دفتر موسیقی برگزیده شد. مهرماه ۱۴۰۰ محمدمهدی اسماعیلی وزیر فرهنگ دولت سیزدهم، در حالی که اللهیاری مدیرکلی دفتر موسیقی را بر عهده داشت، در حکمی او را به عنوان مدیرکل دفتر توسعه کتاب و کتابخوانی منصوب و جایگزین علیرضا صدرالدینی کرد. علی‌رغم آن‌که انتظار می‌رفت شخص دیگری به عنوان مدیرکل دفتر موسیقی جایگزین شود، اللهیاری با حفظ سِمت همچنان سرپرست دفتر موسیقی باقی ماند و هفت ماه به صورت هم‌زمان مدیریت «دفتر توسعه کتاب و کتابخوانی» و «دفتر امور موسیقی» را بر عهده داشت.

## تحصیلات
محمد اللهیاری فومنی دانش‌آموخته کارشناسی ارشد علوم سیاسی از دانشگاه امام صادق و دکترای علوم سیاسی از دانشگاه علامه طباطبایی است.

## سوابق مدیریتی و اجرایی

### سمت‌های ستادی دروزارت فرهنگ و ارشاد اسلامی
- مدیرعامل بنیاد فرهنگی هنری رودکی.[۷][۸][۹]
- مدیرکل دفتر توسعه کتاب و کتابخوانی وزارت فرهنگ و ارشاد اسلامی (از ۱۸ مهر ۱۴۰۰ تا ۱۸ اردیبهشت ۱۴۰۱)، همزمان با سرپرستی دفتر امور موسیقی.[۱۰][۱۱][۱۲][۱۳]
- مدیرکل دفتر امور موسیقی وزارت فرهنگ و ارشاد اسلامی (از ۳۰ اردیبهشت ۱۳۹۸ تا ۷ دی ۱۴۰۲[۴]).
- مدیرکل دفتر آموزش و توسعه فعالیت‌های فرهنگی و هنری وزارت فرهنگ و ارشاد اسلامی.[۱۴]
- معاون توسعه کتابخانه‌ها و کتابخوانی نهاد کتابخانه‌های عمومی کشور (از خرداد ۱۳۹۳ تا اردیبهشت ۱۳۹۷).[۱۵][۱۶]
- مدیرکل امور کتاب وزارت فرهنگ و ارشاد اسلامی (از ۱۴ دی ۱۳۸۸[۱۷][۱۸] تا ۲۸ مهر ۱۳۹۲[۱۹][۲۰]).
- مشاور معاون امور فرهنگی وزارت فرهنگ و ارشاد اسلامی در دوره‌های معاونت محسن پرویز[۲۱] و سید عباس صالحی.[۱]
- مدیر بخش نمایشگاه‌های خارجی مؤسسه نمایشگاه‌های فرهنگی ایران.[۲۱]

### سمت‌های مرتبط بانمایشگاه بین‌المللی کتاب تهران
- مدیر کمیته ناشران داخلی سی و پنجمین نمایشگاه بین‌المللی کتاب تهران.[۲۲][۲۳]
- معاون امور نمایشگاهی بیست و ششمین نمایشگاه بین‌المللی کتاب تهران.[۲۴]
- مدیر کمیته نظارت و ارزشیابی بیست و پنجمین نمایشگاه بین‌المللی کتاب تهران.[۲۵]
- مدیر کمیته ناشران داخلی بیست و چهارمین نمایشگاه بین‌المللی کتاب تهران.[۲۶]
- دبیر شورای سیاست‌گذاری[۲۷][۲۱] و مدیر کمیته نظارت و ارزشیابی[۲۸] بیست و سومین نمایشگاه بین‌المللی کتاب تهران.
- مشاور رئیس و دبیر شورای سیاست‌گذاری بیست و دومین نمایشگاه بین‌المللی کتاب تهران.[۲۹][۳۰]
- معاون فرهنگی اجرایی نمایشگاه بین‌المللی کتاب تهران.[۱۵]

### هفته کتاب
اللهیاری فومنی در پنج دوره از هفته کتاب جمهوری اسلامی ایران (دوره‌های هفدهم تا بیست و یکم)، دبیری این رویداد را بر عهده داشته است.

## مقالات
- دیپلماسی فرهنگی انقلاب اسلامی در حوزهٔ روابط فرهنگی بین‌المللی، فصلنامه جامعه‌شناسی سیاسی ایران، دوره ۳، شماره ۱، سال انتشار: ۱۳۹۹.[۳۷]